# 월간 코믹 REX
《월간 코믹 REX》(月刊ComicREX, げっかんコミックレックス 겟칸 코밋쿠 렛쿠스[*])는 이치진샤(구 스튜디오 DNA)에서 발행하는 월간 발행의 만화 잡지이다.
현재 대한민국에는 네이트 등에서 온라인 서비스 중이며, 현재 잡지 내 17개 작품이 서비스되고 있다.

## 개요
이치진샤로부터 2005년 12월에 창간되었다. 매월 9일 발행.
- 타사·타잡지 연재작품의 속편 연재가 제법 있다.(예:신시아 더 미션, 소울 가제트 레디언트, 팅클 세이버 NOVA, 버스 게이머, 사립 채릉고교 초능력부, 가우가우 와~타 등)
- 연재작의 단행본은 REX코믹스란 레이블로 매월 9일에 발매된다.
- 《망가 4칸 KINGS 파레트》는 본지의 증간 형식으로 창간되었다. 그 뒤에 독립 창간.

## 연재 작품 목록

### 연재중(잡지 오리지널)
- 《칸나기(かんなぎ)》(타케나시 에리)(창간호-2008년 12월호, 2011년 9월호-) : 국내 정발
- 《宇宙スレイヴ後藤田リサコ》(유우키 신이치)(2008년 9월호-)
- 《에스페리더스 오드(エスペリダス・オード)》(츠츠미 쇼코)(2006년 12월호-)
- 《에루·에루 시스터(える・えるシスター)》※단편으로 개제되었으나 호평을 받아 연재화(요코시마 타케마루)(2008년 3월-)
- 《나와 메이드와 때때의 한기(オレとメイドと時々オカン)》(우치무라 카나메)(2008년 2월호-)
- 《俺野鳥観察記》(츠쿠리모노지)(2008년 2월호-)
- 《怪異いかさま博覧亭》(시노다 타카히로)(2007년 1월호-)
- 《가우가우 와~타 2(ガウガウわー太2)》(우메카와 카즈미)(창간호-)※본편은 2006년 2월호부터
- 《학원천국 파라독시아(学園天国パラドキシア)》(미카와 베루노)(창간호-)
- 《카미아리(かみあり)》(染屋カイコ) - 부정기 연재(2007년 3월호, 2007년 10월호, 2008년 2월호, 2008년 6월호)
- 《역습!빠빠라대 (逆襲!パッパラ隊)》(마츠자와 나츠키)(2006년 7월호-)
- 《신시아 더 미션(CYNTHIA_THE_MISSION)》(타카도 루이)(창간호-2008년 10월호)
- 《사립 채릉고교 초능력부(私立彩陵高校超能力部)》(이시다 아키라)(2006년 6월호-2008년 10월호)
- 《白砂村》(이마이 가미)
- 《精怪異聞》(時任奏) - 부정기 연재
- 《창해결전(蒼海訣戰)》(난토 하나마루)(창간호-)
- 《소울 가제트 레디언트(SOUL GADGET RADIANT)》(오오모이 오오이)(2006년 3월호-)
- 《正しい国家の創り方。》(橘あゆん)
- 《ツキとおたから》(渡真仁)
- 《팅클 세이버 NOVA(ティンクルセイバーNOVA)》(후지에다 미야비)
- 《헌드레드(ハンドレッド)》(원작:쿠라타 히데유키　작화:호시 이츠키)
- 《버스 게이머(BUS GAMER)》(미네쿠라 가즈야)
- 《히메나 카메나(ひめなカメナ)》(유우키 신이치)

### 연재중(미디어 믹스)
- 《世界樹の迷宮II~六花の少女~》(원작:아틀라스 작화:FLIPFLOPs)(2008년 3월호-)
- 《테일즈 오브 레젠디아(テイルズ オブ レジェンディア)》(원작:주식회사 반다이 남코 게임즈 작화:후지무라 아유미)(창간호-)

### 연재종료(잡지 오리지널)
- 《술래잡기(鬼ごっこ)》(쿠로마사 시세이)(2006년 3월호-2009년 5월호)
- 《귀신공주(鬼姫)》(토가시 히데아키)(2006년 11월호-2007년 11월호)
- 《黒地旅記－カオスアイル－》(ゆづか正成)
- 《彼と彼女の境界線》(요리시로 토모유키) (연재도중 원작자 사망)
- 《기업전대 샐러리맨(企業戦隊サラリーマン)》(三田直槻)
- 《겐Cha!(げんCha!)》(사다 고)
- 《주소미정(가)(住所未定(仮))》(마리오 카네다)
- 《쥿TEN!(じゅっTEN!)》(젯쿄우)
- 《少年ブランキーJET》(사노 타카시)
- 《たなかは》(田中淳一)
- 《나*나*키!!(ナ*ナ*キ!!)》(미즈타니 유즈)
- 《みてぐら》(키마 아즈사)
- 《몽환영역(夢幻領域)》(ちはやいくら)
- 《迷宮街輪舞曲―晴れた日には剣を持って。》(원작:林亮介 작화:結城さくや)
- 《メメルさんのしつじ》(望月和臣)
- 《롤리포 언리미티드(ろりぽ∞)》(이무산조)(창간호-2009년 6월호) : 국내 정발

### 연재종료(미디어 믹스)
- 《아이돌 마스터 relations(アイドルマスター relations)》(원작:반다이 남코 게임즈 작화:上田夢人)
- 《SoltyRei -赤の淑女-》（각본:キムラノボル 작화:瀧宮一隆）
- 《동방맹월초 ~ Silent Sinner in Blue.(東方儚月抄 ~ Silent Sinner in Blue.)》(원작:ZUN　작화:아키에다)(2007년 7월호-2009년 5월호) : 국내 정발

### 휴재중
- 《Dear Emily...》(코스미 유우치)
- 《REVEREND D》(후지사와 토오루)